# Nervous on the Road
Nervous on the Road è il quarto album dei Brinsley Schwarz, pubblicato dalla United Artists Records (nel Regno Unito) e dalla Liberty Records (negli Stati Uniti) nel settembre del 1972. Il disco fu registrato nell'aprile-maggio del 1972 al Rockfield Studio di Monmouth, Galles (Gran Bretagna).

## Tracce
Brani composti da Nick Lowe, eccetto dove indicato
Lato A
1. It's Been so Long – 2:02 (Ian Gomm)
2. Happy Doing What We're Doing – 4:34 (Bob Andrews, Nick Lowe)
3. Surrender to the Rhythm – 3:18
4. Don't Loose Your Grip on Love – 4:15
5. Nervous on the Road (But Can't Stay at Home) – 4:50

Lato B
1. Feel a Little Funky – 5:00
2. I Like It Like That – 3:02 (Chris Kenner)
3. Brand New You, Brand New Me – 4:32
4. My Home in My Hand – 2:49 (Ronnie Self)
5. Why, Why, Why, Why, Why – 3:40

## Musicisti
- Brinsley Schwarz - chitarra, voce
- Ian Gomm - chitarra, voce
- Bob Andrews - tastiere, voce
- Nick Lowe - basso, voce
- Bill Rankin - batteria[5]